# Macaraú
Macaraú é um dos onze distritos do município de Santa Quitéria, no estado do Ceará. Seu nome é a aglutinação dos nomes Macacos e Acaraú, cujos cursos d'água se encontram em seu território. 

## História
Em 1890, por decreto do governador Luís Antônio Ferraz, foi elevado à condição de vila, emancipando-se do município de Santa Quitéria com o nome de Barra do Macaco, nome que foi alterado posteriormente para Entre Rios. Em 1920, entretanto, foi extinto por lei estadual, sendo adquirido novamente pelo município de Santa Quitéria, na condição de distrito.
Em 1960, o município foi recriado, em um contexto em que diversos distritos quiterienses adquiriram sua emancipação: além de Macaraú, Batoque, Catunda, Malhada Grande e Trapiá. Pouco após o golpe de 1964, a emancipação dos distritos foi revogada, e as localidades incorporadas novamente ao município de Santa Quitéria na condição de distritos, novamente.
Segundo o IBGE, a estimativa para o distrito em 2017 era de 8.924 habitantes.